# Station Buckenham
Buckenham is een spoorwegstation van National Rail in Buckenham, Broadland in Engeland. Het station is eigendom van Network Rail en wordt beheerd door Greater Anglia. Het station is een request stop, waar treinen alleen stoppen op verzoek.